# Castel Maggiore

Castel Maggiore (Castèl Mazåur en dialecte bolonais) est une commune italienne de la ville métropolitaine de Bologne, dans la région Émilie-Romagne.

## Géographie
La commune de Castel Maggiore est située à une altitude variant de 20 à 35 mètres, sur la rive droite du fleuve Reno, à 8 km au nord de Bologne sur la route provinciale SP4 (via Gallera) qui mène plus au nord à Ferrare (38 km). Cette voie relie la cité au périphérique de Bologne et aux autoroutes A1 et A14.
 
À la sortie nord de la cité, dans la zone de Fano, la route provinciale SP3 relie San Giovanni in Persiceto à 16 km à l’ouest et Budrio à 14 km à l’est. Cette route relie également l’autoroute A13 Bologne-Padoue à 5 km et la SS64, c'est-à-dire la route nationale 64 Porrettana (it) (en italien : Strada statale 64 Porrettana) à 7 km, qui relie Pistoia à Ferrare.

La ligne de chemin de fer Bologne-Padoue-Vérone dessert la cité et la zone industrielle.

Grandes villes voisines :
- Bologne 8 km
- Milan 197 km
- Florence 90 km
- Padoue 101 km

## Histoire
Les premières traces de la commune figurent sur des documents du Xe siècle, sous le nom de Castaniolo, puis Castelgnolo auquel fut rajouté Maggiore, pour la distinguer d’une localité homonyme de la commune de Bentivoglio, en 1802 à l’époque napoléonienne.

En 1818, la commune prit son nom actuel, sous l’autorité pontificale.

La commune subit les mêmes vicissitudes que Bologne : invasions barbares, querelles de clans, etc. 

## Monuments et lieux d’intérêt
- Villa Zarri, XVIe siècle, avec jardin agrémenté de statues. Siège d’une petite agence productrice de Brandy de qualité.
- Villa Salina.
- Villa Isabella, typique villa bolonaise de style baroque, jardin agrémenté de statues et d’un lac artificiel.
- Le Canale Navile, qui de Bologne conduit jusqu’à Malalbergo (sur 33 km). Chemin de promenade le long des rives.

## Administration
| Période                                  | Période  | Identité         | Étiquette          | Qualité |
| ---------------------------------------- | -------- | ---------------- | ------------------ | ------- |
| 28/05/2019                               | En cours | Belinda gottardi | Parti démocratique | Maire   |
| Les données manquantes sont à compléter. |          |                  |                    |         |

### Hameaux
Boschetto, Primo Maggio, Trebbo, Sabbiuno

### Communes limitrophes
Argelato (7 km), Bentivoglio (8 km), Bolognano, Calderara di Reno (7 km), Granarolo dell'Emilia (7 km), Sala Bolognese (9 km)

## Population

### Évolution de la population en janvier de chaque année
| 1861  | 1901  | 1921  | 1951  | 1961  | 1971   | 1981   | 1991   | 2001   |
| ----- | ----- | ----- | ----- | ----- | ------ | ------ | ------ | ------ |
| 4 123 | 5 055 | 6 065 | 6 164 | 6 699 | 10 153 | 12 573 | 14 832 | 16 068 |

| 2011   | - | - | - | - | - | - | - | - |
| ------ | - | - | - | - | - | - | - | - |
| 17 466 | - | - | - | - | - | - | - | - |

### Ethnies et minorités étrangères
Selon les données de l’Institut national de statistique (ISTAT) au 1er janvier 2011 la population étrangère résidente et déclarée était de 1 232 personnes, soit 7,1 % de la population résidente.

Les nationalités majoritairement représentatives étaient :
| Pos. | Pays     | Population |
| ---- | -------- | ---------- |
| 1    | Roumanie | 250        |
| 2    | Chine    | 138        |
| 3    | Maroc    | 119        |
| 3    | Ukraine  | 79         |
| 5    | Moldavie | 68         |

## Fêtes et évènements
- le Festa della Raviola, depuis 1690, le troisième dimanche de mars
- la Fête de San Pierino, dernière fin de semaine de mai,
- la Fête de juillet, première fin de semaine de juillet,
- la Fête patronale le 30 novembre,
- Noël à Castel Maggiore.

## Jumelages
- Ingré (France)

## Note
1. ↑  (it) Popolazione residente e bilancio demografico sur le site de l'ISTAT.

## Sources
- (it) Cet article est partiellement ou en totalité issu de l’article de Wikipédia en italien intitulé « Castel Maggiore » (voir la liste des auteurs).